# Pia Gradvall
Pia Kristina Gradvall, född Andersson 10 februari 1967 i Tensta, Stockholms län, är en svensk manusförfattare för film, TV och radio. Hon har varit nominerad till en Oscar och en Emmy Award. Hon är gift med nöjesjournalisten Jan Gradvall.
Pia Gradvall utexaminerades från Dramatiska Institutet 1999. Examensfilmen Stora och små mirakel, med Brasse Brännström som präst, nominerades till en Oscar 2000 som bästa kortfilm. Hon har även skrivit manus till TV-serien Spung. 
Tillsammans med Sara Heldt har hon skrivit manus till Kronprinsessan, en försvenskad version av Hanne-Vibeke Holsts roman. År 2006 nominerades hon till en amerikansk Emmy och svenska Kristallen. Hon har med Heldt även skrivit 2006 års julkalender LasseMajas detektivbyrå. Gradvall har vunnit Ikarospriset två gånger: 2006 för radioserien Ett perfekt liv, med Marie Richardson och Anna Pettersson, samt 2007 för Kronprinsessan.

## Filmografi
- 1998 – Tre Kronor (TV-serie)
- 1999 – Stora och små mirakel
- 2000 – En klass för sig (TV-serie)
- 2000 – Rederiet (TV-serie)
- 2002 – Spung (TV-serie)
- 2006 – Keillers park
- 2006 – Kronprinsessan (TV-serie)
- 2006 – LasseMajas detektivbyrå (TV-serie)
- 2008 – Höök (TV-serie)
- 2008 – Kungamordet (TV-serie)
- 2008 – Livet i Fagervik (TV-serie)
- 2010 – Drottningoffret (TV-serie)
- 2013 – Mig äger ingen